# Točilarke
Točilarke, biljke prilagođene životu na točilima, specifičnim staništima koja nastaju na siparima u podnožjima stijena. To su nakupine kamenja koje su se uslijed erozije i drugih sila otkotrljale sa strmijih padina planina, vrtača ili riječnih kanjona. 
Točilarke se odlikuju dugačkim i jakim korijenom s kojim se pričvrste za podlogu, te dosegnu dublje tlo i vodu, razbijajući postupno kamenje stvarajući sitno tlo koje svojim korijenjem vežu i umiruju gibljivu podlogu. na ovaj način stvaraju uvjete za naseljavanje biljaka kojima je potrebno povoljnije stanište. Pored toga često imaju i puzeće stabljike i brojne pupove koji omogućuju brzu obnovu biljke nakon oštećenja izazvanih kretanjem i odronjavanjem kamene podloge.
Neke od poznatijih točilarki su primorski mekinjak (Drypis spinosa), stjenarska iglica (Geranium macrorrhizum), alpski lanilist (Linaria alpina).